# مسابقات تکواندو قهرمانی آسیا ۱۹۷۴
مسابقات تکواندو قهرمانی آسیا ۱۹۷۴، اولین دوره مسابقات تکواندو قهرمانی آسیا بود که از ۱۸ تا ۲۰ اکتبر ۱۹۷۴، در کوکیوون در سئول، کره جنوبی برگزار شد.

## خلاصه مدال‌ها
| رویداد                 | طلا                         | نقره                            | برنز                         |
| Finweight (۴۸- ک‌گ)     | Yoon Chang-ok · کرهٔ جنوبی   | Khim Samon · خمر                | Liu Ching-wen · جمهوری چین   |
| Finweight (۴۸- ک‌گ)     | Yoon Chang-ok · کرهٔ جنوبی   | Khim Samon · خمر                | Jaime Martin · فیلیپین       |
| Flyweight (۵۳- ک‌گ)     | Ha Suk-kwang · کرهٔ جنوبی    | Au Yuet Sing · هنگ کنگ          | Yoshiaki Baba · ژاپن         |
| Flyweight (۵۳- ک‌گ)     | Ha Suk-kwang · کرهٔ جنوبی    | Au Yuet Sing · هنگ کنگ          | Lin Ruey-shan · جمهوری چین   |
| Bantamweight (۵۸- ک‌گ)  | Choo Sang-heun · کرهٔ جنوبی  | Chung Teng-mao · جمهوری چین     | Tang Cham Rong · هنگ کنگ     |
| Bantamweight (۵۸- ک‌گ)  | Choo Sang-heun · کرهٔ جنوبی  | Chung Teng-mao · جمهوری چین     | Sunny Chew · سنگاپور         |
| Featherweight (۶۳- ک‌گ) | Park Won · کرهٔ جنوبی        | Kuo Ming-yuh · جمهوری چین       | Chan Yue Yuen · هنگ کنگ      |
| Featherweight (۶۳- ک‌گ) | Park Won · کرهٔ جنوبی        | Kuo Ming-yuh · جمهوری چین       | John Chew · سنگاپور          |
| Lightweight (۶۸- ک‌گ)   | Lee Ki-hyung · کرهٔ جنوبی    | Roger Tham · سنگاپور            | Michael Breglec · استرالیا   |
| Lightweight (۶۸- ک‌گ)   | Lee Ki-hyung · کرهٔ جنوبی    | Roger Tham · سنگاپور            | Wang Tieh-cheng · جمهوری چین |
| Welterweight (۷۳- ک‌گ)  | Kim Chul-hwan · کرهٔ جنوبی   | Khauv Sieng Veng · خمر          | Alan Whiteway · استرالیا     |
| Welterweight (۷۳- ک‌گ)  | Kim Chul-hwan · کرهٔ جنوبی   | Khauv Sieng Veng · خمر          | Daisaku Honda · ژاپن         |
| Middleweight (۸۰- ک‌گ)  | Yang Young-kwon · کرهٔ جنوبی | Chang Hsiang-hsing · جمهوری چین | Josep Breglec · استرالیا     |
| Middleweight (۸۰- ک‌گ)  | Yang Young-kwon · کرهٔ جنوبی | Chang Hsiang-hsing · جمهوری چین | Sam Sarun · خمر              |
| Heavyweight (۸۰+ ک‌گ)   | Choi Jeong-do · کرهٔ جنوبی   | Lin Ying-peng · جمهوری چین      | Victor Breglec · استرالیا    |
| Heavyweight (۸۰+ ک‌گ)   | Choi Jeong-do · کرهٔ جنوبی   | Lin Ying-peng · جمهوری چین      | Louis Thien · مالزی          |

## جدول مدال‌ها
| رتبه           | کشور           | طلا | نقره | برنز | مجموع |
| -------------- | -------------- | --- | ---- | ---- | ----- |
| ۱              | کرهٔ جنوبی      | ۸   | ۰    | ۰    | ۸     |
| ۲              | جمهوری چین     | ۰   | ۴    | ۳    | ۷     |
| ۳              | خمر            | ۰   | ۲    | ۱    | ۳     |
| ۴              | سنگاپور        | ۰   | ۱    | ۲    | ۳     |
| ۴              | هنگ کنگ        | ۰   | ۱    | ۲    | ۳     |
| ۶              | استرالیا       | ۰   | ۰    | ۴    | ۴     |
| ۷              | ژاپن           | ۰   | ۰    | ۲    | ۲     |
| ۸              | فیلیپین        | ۰   | ۰    | ۱    | ۱     |
| ۸              | مالزی          | ۰   | ۰    | ۱    | ۱     |
| مجموع (۹ کشور) | مجموع (۹ کشور) | ۸   | ۸    | ۱۶   | ۳۲    |